# Jaguar XKSS

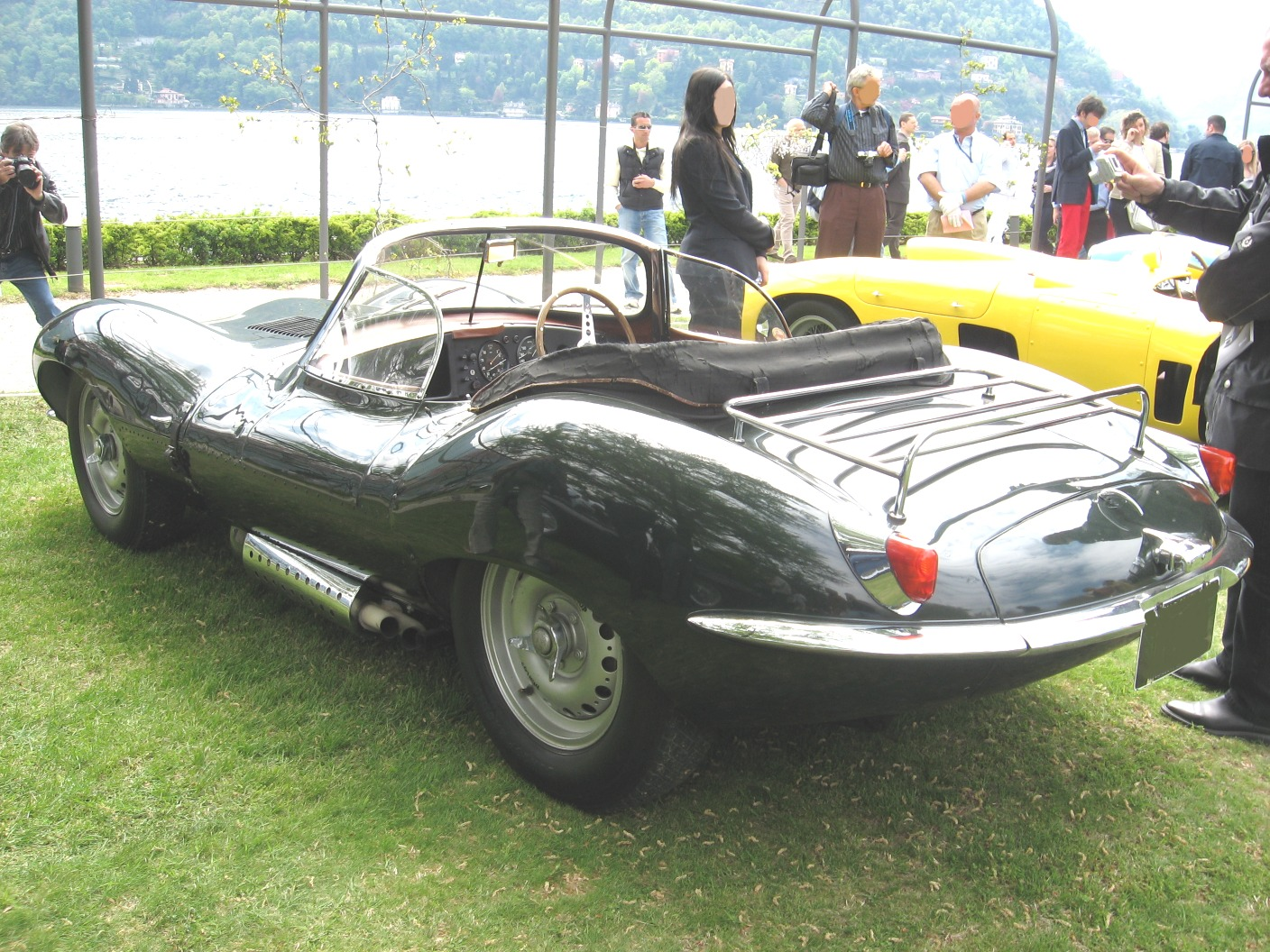
Jaguar XKSS

Jaguar XKSS byla cestovní verze úspěšného závodního modelu D-type. Kvůli požáru montážní haly v Coventry v únoru 1957 bylo vyrobeno pouhých 16 exemplářů.
Podnět k vzniku modelu XKSS vzešel z potřeby automobilky Jaguar využít přebývající šasi a povrchové panely z modelu D-type. Tyto součásti zbyly v továrně poté, co se firma Jaguar oficiálně stáhla ze závodů na konci sezóny roku 1955. Proto bylo rozhodnuto o vývoji vysoce výkonného sportovního automobilu, který by uspokojil poptávku zejména ve Spojených státech. Od typu D se odlišoval druhými dveřmi na straně spolujezdce, předním sklem v celé šíři vozu a druhým sedadlem. Nutné bylo odstranit „ploutev“ za sedadlem spolujezdce a také přepážku mezi řidičem a spolujezdcem. Další nutnou úpravou bylo přidání alespoň jednoduché plátěné skládací střechy a symbolické chromované přední a zadní nárazníky. Ve voze nebylo místo na zavazadlový prostor, proto byl na zádi vozu přichycen kovový nosič zavazadel, který sloužil k přepravě pouze nejnutnějších zavazadel.
Změny se ovšem netýkaly pohonné jednotky, kterou zůstal stále stejný 3,5 litrový šestiválec XK. Díky výkonu 184kW (250k) vůz dosahoval senzační max. rychlosti 240 km/h. Zrychlení z 0 na 100 km/h činilo 5,2s. Ovšem 12. února 1957 došlo ve výrobní hale v Browns Lane v Coventry k velkému požáru, který zničil 9 z 25 doposud vyrobených vozů a také několik nedokončených exemplářů. Proto se nakonec vyrobilo pouhých 16 modelů XKSS, z nichž většina putovala do Spojených států. Jedním z vlastníků byl i slavný americký herec Steve McQueen.

## Technické údaje
- Motor: šestiválec
- Výkon: 184 kW (250k)
- Objem: 3442 cm³
- Max. rychlost: 240 km/h
- Zrychlení 0 na 100 km/h: 5,2 s
- Rozměry
  - Rozvor: 2300 mm
  - Délka: 3990 mm
  - Šířka: 1660 mm
  - Výška: 1120 mm

- Počet vyr. vozů: 16